# Pseudosamanea cubana
Espèce
Statut de conservation UICN

VU B1+2c : Vulnérable
Synonymes
- Pithecellobium bacona Urb.[1]

Pseudosamanea cubana est une espèce de plantes à fleurs dicotylédones de la famille des Fabaceae, sous-famille des Mimosoideae, originaire de Cuba.